# 松下功
松下 功（まつした いさお、1951年11月23日 - 2018年9月16日） は日本の現代音楽の作曲家。

## 来歴
東京都出身。東京芸術大学、及び同大学院にて作曲を南弘明、黛敏郎に師事。1977年、日本音楽コンクール作曲部門入賞。
1979年、ドイツ政府学術交流会（DAAD）給費留学生としてベルリン芸術大学にて、尹伊桑に師事。
1985年、ドイツ・メンヒェングラートバッハ市国際作曲コンクール1位。1986年、入野賞受賞。
1988年から2003年まで、東京芸術大学音楽学部作曲科非常勤講師、1991年から99年まで尚美学園短期大学音楽学科助教授、1999年から2003年まで尚美学園大学情報芸術学部教授を歴任、また、2003年には「アジア音楽祭2003in東京」実行委員長、1999年から2004年にはアジア作曲家連盟会長を務めた。
東京芸術大学副学長（研究担当）・演奏藝術センター教授、社団法人日本作曲家協議会会長、アンサンブル東風代表などを務めた。
2005年にはガウデアムス音楽賞の審査員に選出された。芸大非常勤時代には、川島素晴、田村文生、大村久美子などを育てている。
2018年9月16日、急性大動脈解離により死去。

## 主要作品

### 管弦楽
- ディフュージョン（1976年）（日本音楽コンクール受賞作品）
- アラバスター/3群のorch.（1977年）（ISCM音楽祭「世界音楽の日々」1982入選）
- 時の糸 II（1987年）（入野賞受賞作品/ISCM音楽祭「世界音楽の日々」1998入選）
- シンフォニック・ポエム「夢の航跡」（1989年）
- シンフォニック・ポエム「筑後」（1990年）
- グラン・アトール（1992年）
- 時の糸 III（1993年）
- 和太鼓協奏曲「飛天遊」（1993年）
- ヴィオラ小協奏曲「夢の調べに」（1995年）
- 信州民謡パラフレーズ（1998年）
- 幻想曲「通りゃんせ」（1999年）
- サウン協奏曲「ベルワッナサウン」（1999年）
- 交響曲「陀羅尼」（2002年）

### 室内楽
- レイヤー（1976年）
- アトール I（1982年）
- アトール II（1982年）
- 東風（1983年）
- 時の糸 I（1984年）（メンヒェングラードバッハ市作曲コンクール1位/ISCM音楽祭「世界音楽の日々」1993入選）
- エアスコープ I（1984年）
- エアスコープ II（1984年）
- ロロール（1985年）
- エアスコープ III（1986年）
- オプティカル・ポエム（1987年）
- オプティカル・タイム（1987年）
- オプティカル・ウェーブ（1992年）
- 五重奏曲～映画「屋根裏の散歩者」の音楽～（1992年）
- リリカル・タイム（1992年）
- 夢の時へ（1994年）
- 秋の葉音に（1994年）
- 時の調べに（1996年）
- 夢の想いに（1998年）
- 藤戸（1998年）
- 夢の調べに II（1999年）
- 風の宴（2000年）
- 響きの宴（2001年）
- マントラ（2001年）
- ダンマパダ（2001年）
- 葦の舞（2001年）
- フルート合奏曲（2002年）
- 交響曲「合掌」/聲明と室内オーケストラ（2004年）
- 2本の尺八のための協奏曲「天空の舞」（2007年）

### 吹奏楽
- エトワス（1974年）
- 飛天の舞（2002年）
- 飛天の祈り（2007年）

### 合唱
- 合唱組曲「五月を送るうた」（1989年）
- 合唱組曲「春のガラス」（1992年）
- 女声合唱組曲「十月のノクターン」（1993年）
- 女声合唱組曲「南の絵本」（1996年）

### オペラ
- 信濃の国・善光寺物語（1997年）（長野オリンピック公式文化プログラム）